# Ruth Sawyer
Ruth Sawyer Durand, född 5 augusti 1880 i Boston, Massachusetts, död 3 juni 1970 i Evanston, Illinois, USA, var en amerikansk barnboksförfattare.
Sawyer växte upp i New York och tog sin Bachelorexamen från Columbia University år 1904.
Hennes första bok var The Primrose Ring (1915; filmatiserad två år senare under samma namn) men hon är mest känd för den prisbelönta Roller Skates (1937) som, i likhet med många andra av Sawyers verk, innehåller självbiografiska inslag från hennes New York-barndom och uppvisar ett perspektiv på amerikanskt liv i slutet av 1800-talet. Till denna kategori hör även The Year of Jubilo (1940) och Daddles, The Story of a Plain Hound-Dog (1964). I centrum för dessa böcker står karaktären Lucinda Wyman, som var namnet på Sawyers farmor. Sawyer skrev emellertid också barnböcker som inte var självbiografiska, exempelvis The Enchanted Schoolhouse (1956) och The Year of the Christmas Dragon (1960).
År 1965 tilldelades Sawyer Laura Ingalls Wilder Medal för sitt livsverk.